# Luftvärnets mekanikerskola
Luftvärnets mekanikerskola (LvMekS) var en teknisk truppslagsskola för luftvärnet inom svenska armén som verkade i olika former åren 1952–1957. Förbandsledningen var förlagd i Göteborgs garnison, Göteborg.

## Historik
Arméns radarskola har sitt ursprung från den radarmekaniker utbildning som inledes 1947 vid Arméns signalskola. Den 1 maj 1952 bildades skolan som en självständig skolenhet. Den 30 juni 1957 upplöstes skolan och sammanslogs med Arméns radarskola till en ny skola. Den nya skolan bildades den 1 juli 1957 och namngavs Arméns radar- och luftvärnsmekanikerskola.

## Förläggningar och övningsplatser
När skolan bildades 1952 samlokaliserades den med Göta artilleriregemente vid Kvibergs kaserner i Göteborg.

## Namn, beteckning och förläggningsort
| Luftvärnets mekanikerskola | 1952-05-01 | – | 1957-06-30 |

| LvMekS | 1952-05-01 | – | 1957-06-30 |

| Göteborgs garnison (F) | 1952-05-01 | – | 1957-06-30 |